# Nicolau, o Mouro
Nicolau, o Mouro (em francês: Nicolas le Maure; fl. 297–1315/6) foi um cavaleiro francês do Principado de Acaia, senhor do Castelo de Santo Salvador, que serviu como o bailio principal em nome dos angevinos de Nápoles entre 1314 e 1315/6.

## Vida
Nicolau foi o senhor do Castelo do Santo Salvador (Saint-Sauveur), um sítio desconhecido, talvez identificado com o mosteiro de mesmo nome, localizado cerca de 15 quilômetros a leste da Arcádia medieval (moderna Ciparíssia) na Messênia. Ele aparece pela primeira vez em 1297 como uma das testemunhas duma escritura de transferência de vários feudos da princesa da Acaia Isabel de Vilearduin para sua irmã Margarida. Por 1302, serviu como capitão da região de Escorta e guardião da Baronia de Calamata para Matilda de Hainaut, que estava ausente devido a seu casamento com o duque de Atenas Guido II de la Roche. Em 1302/1303, desempenhou um papel proeminente na supressão da rebelião dos gregos em torno de Escorta, que foram ajudados pelos bizantinos de Mistras. Após os bizantinos serem repelidos, Nicolau instalou-se com uma forte guarnição em Vervena para salvaguardar o controle franco.
Em 2 de abril de 1309, Nicolau foi um dos nobres que testemunharam o casamento de Matilda de Hainaut com Carlos de Taranto, e após a morte de Nicolau III de Saint Omer no começo de 1314, sucedeu-o como governador angevino e representante real (bailio) no principado. Foi nesta capacidade que ele prendeu Margarida de Vilearduin, que manteve suas reivindicações rivais sobre o principado contra os angevinos, em sua chegada em Porto de Jonco (Pilos) no começo do verão de 1315. Nicolau prendeu-a no Castelo de Clemutsi, onde morreu em março de 1315.
Isso ajudou a provocar a invasão da Acaia pelo genro de Margarida, Ferdinando de Maiorca, que reivindicou a herança dela. Ferdinando chegou com seu exército no final de junho de 1315, e embora uma primeira tentativa de aportar em Glarentza foi repelida por Nicolau e as tropas da Acaia, uma segunda foi bem sucedida, com os barões aqueus se retirando para Clemutsi. Nos meses seguintes, vários barões desertaram para Ferdinando, enquanto Nicolau retirou-se para o sul da Messênia. Quando a princesa Matilda de Hainaut, que era apoiada pelos angevinos, chegou no final de 1315 no Porto de Jonco, ele dirigiu-se à cidade para encontrá-la e expressar sua lealdade. O primeiro esforço de Matilda para derrotar Ferdinando foi derrotado na batalha de Picotin, porém, com a chegada de seu marido, Luís da Borgonha, em julho de 1316, Ferdinando foi derrotado e morto na batalha de Manolada.
Nada se sabe sobre Nicolau após o final de 1315. Seu filho, Estêvão, o Mouro, sucedeu-o, e foi também senhor do Castelo de Etos e barão de Arcádia através de seu casamento em 1324 com Inês de Aulnay, herdeira da baronia.